# 双连通图
在图论中，一个点双连通图是一个连通且“不可分离”的图，意思是如果任何一个顶点被去除，图仍是连通的。所以这样一个双连通图就没有割点。2-点连通的性质和点双连通是几乎等价的，除了一条边连接两个点构成的图，它是点双连通的，但不是2-点连通的。
这个性质在维护一个有2度冗余的图中特别有用，为了防止去除一条边（或连接）之后的不连通。
由于冗余的这种特性，双连通图的使用在网络领域非常重要（参见网络流）。

## 定义
一个双连通的无向图是一个连通图，不会因为删除任一个节点（和它的附带边）而变得不连通。
一个双连通的有向图中，对于任何两个顶点v和w，都有两条从v到w的有向路径，且除了v和w以外没有其他公共顶点。
| 顶点 | 可能性数量                          |
| ---- | ----------------------------------- |
| 1    | 0                                   |
| 2    | 1                                   |
| 3    | 1                                   |
| 4    | 3                                   |
| 5    | 10                                  |
| 6    | 56                                  |
| 7    | 468                                 |
| 8    | 7123                                |
| 9    | 194066                              |
| 10   | 9743542                             |
| 11   | 900969091                           |
| 12   | 153620333545                        |
| 13   | 48432939150704                      |
| 14   | 28361824488394169                   |
| 15   | 30995890806033380784                |
| 16   | 63501635429109597504951             |
| 17   | 244852079292073376010411280         |
| 18   | 1783160594069429925952824734641     |
| 19   | 24603887051350945867492816663958981 |

一个4个顶点和4条边的双连通图。
一个不是双连通的图。去除顶点x会使图不连通。
一个5个顶点和6条边的双连通图。
一个不是双连通的图。去除顶点x会使图不连通。